# Helmut Richard Toelken
Helmut Richard Toelken   (Windhoek, 1 de setembre de 1939) és un botànic australià, de nacionalitat sud-africana.
Hellmut Richard Tölken era el seu nom de naixement, que després va canviar professionalment a Helmut R. Toelken. Va fer estudis de postgrau en ciències naturals a Stellenbosch a Sud-àfrica, va treballar a l'institut d'investigació botànica del 1963 al 1967, va impartir classes a la Universitat de Ciutat del Cap del 1968 al 1973 i després va passar 2 anys com a corresponsal a Kew Gardens de Londres.
Toelken està especialitzat en taxonomia, sistemàtica, biologia, de diversos gèneres de crassulàcies sud-africanes o namibianes i més tard estarà interessat en Hibbertia (Dilleniaceae) i Kunzea (Myrtaceae).
Va obtenir el doctorat el 1974, amb el tema de la seva tesi "Estudis taxonòmics sobre el gènere Crassula" (llibre disponible al lloc web de la Universitat de Ciutat del Cap).
És autor de nombrosos descobriments, col·leccions o descripcions de Crassulaceae i sobretot, a l'origen d'un nou gènere: el Tylecodon, que va separar del Cotiledó el 1978 perquè es diferencien d'aquest darrer, per fulles disposades en espiral, caducifoli a l'estiu.
El 1979, Toelken es va traslladar a Austràlia, on va ocupar un lloc de biòleg a l'Herbari Nacional d'Adelaida fins al 2008.
Després de la seva jubilació, va continuar la seva feina allà com a investigador honorari, amb àrees d'especialització: biodiversitat, processos ecològics i canvi climàtic.

## Publicacions
- A revision of the genus Crassula in southern Africa 1977. Rondebosch: Bolus Herbarium, University of Cape Town. ISBN 079920207X.
- New taxa and new combination in Cotyledon and allied genera 1978 in Bothalia 12 (3): 377 - 393.
- Jessop, J. P. (John Peter), 1939-; Toelken, H. R. (Hellmut Richard), 1939-; Black, J. M. (John McConnell), 1855-1951. Flora of South Australia; Flora and Fauna of South Australia Handbooks Committee; Jessop, J; Toelken, H (1986), Flora of South Australia(4th ed.), South Australian Government Printing Division, ISBN 978-0-7243-4648-6

## Homenatges
- El gènere Toelkenia PV. Heath.
- Kunzea toelkenii Lange 2014.